# Max Ritter
Eduard Richard Max Ritter (ur. 7 listopada 1886 w Magdeburgu, zm. 24 maja 1974 w Jenkintown) – niemiecki pływak, uczestnik Letnich Igrzysk Olimpijskich 1908 i 1912.
W 1908 roku na igrzyskach dostał się do półfinału wyścigu na 100 metrów stylem grzbietowym.
Cztery lata później na igrzyskach w Sztokholmie startował w wyścigach na 100 i 400 metrów stylem dowolnym, w których odpadł odpowiednio w ćwierćfinałach oraz eliminacjach. W sztafecie 4 × 200 m stylem dowolnym razem z drużyną niemiecką zajął 4. miejsce.
W latach 1960–1964 był prezydentem Światowej Federacji Pływackiej. W 1965 został wybrany do International Swimming Hall of Fame.